# 한화수
한화수(韓和洙, 1963년 2월 3일~2020년 4월)는 대한민국의 핸드볼 선수이다. 대한민국 여자 대표팀의 일원으로  1984년 하계 올림픽에서 은메달을 획득했다.

## 경력
청주 일신여고를 졸업했다. 1982년 고교 졸업 후 전주시청 핸드볼단에 입단했다. 같은 해에 대한민국 국가대표팀에 발탁되었고 그 해 5월에 열린 1982년 세계 선수권 대회 아시아 예선을 통해 국제 무대에 출전했다. 12월에는 헝가리에서 열린 세게 선수권 대회에 참가하였고 대표팀은 6위에 올랐다.
1984년 미국 로스앤젤레스에서 열린 1984년 하계 올림픽에 참가하였고 15골을 넣으며 은메달을 획득했다. 이후 1985년까지 전주시청 소속으로 뛰었다.